# 帕特里克太空軍基地
帕特里克太空軍基地（英語：Patrick Space Force Base）是位於美國佛羅里達州布里瓦德縣的一個人口普查指定地區。

## 歷史
2020年12月9日，美國副總統彭斯宣佈更名為太空軍基地。

## 地理
帕特里克太空軍基地的座標為28°14′06″N 80°36′36″W / 28.23500°N 80.61000°W，而該地最高點為海拔高度2米（即8英尺）。

## 人口
根據2010年美國人口普查的數據，帕特里克太空軍基地的面積為8.03平方千米，當中陸地面積為7.98平方千米，而水域面積為0.05平方千米。當地共有人口1222人，而人口密度為每平方千米152人。